# Bernard P.Th. Veltman
Bernardus Petrus Theresia Veltman (Den Haag, 19 september 1932 – aldaar, 16 maart 2023) was een Nederlands natuurkundige en hoogleraar technische natuurkunde aan de Technische Universiteit Delft, en rector magnificus van 1981 tot 1985. Van 1968 tot 1973 was hij tevens buitengewoon hoogleraar in de technische natuurkunde aan de Universiteit van Utrecht.

## Levensloop
Na de HBS B, studeerde Veltman af in technische natuurkunde aan de Technische Hogeschool Delft in 1954. Hierna begon Veltman als wetenschappelijk assistent aan de Technische Hogeschool en verbracht een jaar aan de Massachusetts Institute of Technology.
In 1964 kreeg Veltman een aanstelling als lector in de theoretische en toegepaste natuurkunde aan de Technische Hogeschool Delft. Op 31 januari 1968 werd Veltman aangesteld als buitengewoon hoogleraar technische natuurkunde aan de Universiteit Utrecht, en deze betrekking duurde tot 13 september 1973. Vervolgens werd hij hoogleraar technische natuurkunde aan de Technische Universiteit Delft, en rector magnificus van 1981 tot 1985. In 1988 werd hij ridder in de Orde van de Nederlandse Leeuw (onderwijs en wetenschappen). Nadien vertrok hij naar de Universiteit Twente, waar hij van 1992 tot 1997 voorzitter was van het College van Bestuur. 
Veltman volgt per 1 januari 1999 dr. ir. H. Beckers op als voorzitter van de Adviesraad voor het wetenschaps- en technologiebeleid (AWT).

## Publicaties, een selectie
- B.P.Th Veltman. Signaalverwerking in de natuurkunde. Inaugurele rede Delft. (Leerstoel: Theoretische en toegepaste natuurkunde), 1970.
- B.P.Th Veltman e.a. Verslag van de conferentie 'Vrouwen in de wetenschap' d.d. 12 oktober 1999. AWT (Adviesraad voor het Wetenschaps- en Technologiebeleid), 1999.

Artikelen, een selectie
- Veltman, BP Th, and H. Kwakernaak. "Theorie und Technik der Polaritätskorrelation für die dynamische Analyse niederfrequenter Signale und Systeme." Regelungstechnik 9.9 (1961): 357-364.'
- De Graauw, Th, and B. P. Th Veltman. "Pseudo-random binary sequences for multiplex codes." Applied optics 9.12 (1970): 2658-2660.
- Van der Eerden, J. P., Van Leeuwen, C., Bennema, P., Van der Kruk, W. L., & Veltman, B. T. (1977). "Crystal growth: A comparison of Monte Carlo simulation nucleation and normal growth theories." Journal of Applied Physics, 48(6), 2124-2130.